# Saint-Maurice-lès-Châteauneuf
Pour les articles homonymes, voir Saint-Maurice et Châteauneuf.
Saint-Maurice-lès-Châteauneuf est une commune française située dans le département de Saône-et-Loire, en région Bourgogne-Franche-Comté.

## Géographie
Saint-Maurice-lès-Châteauneuf fait partie du Brionnais. Mâcon est à 70 km au nord-est du bourg.
Les habitants sont appelés Castelnovimauricien(ne)s.

### Climat
Pour des articles plus généraux, voir Climat de la Bourgogne-Franche-Comté et Climat de Saône-et-Loire.
En 2010, le climat de la commune est de type climat océanique dégradé des plaines du Centre et du Nord, selon une étude du Centre national de la recherche scientifique s'appuyant sur une série de données couvrant la période 1971-2000. En 2020, Météo-France publie une typologie des climats de la France métropolitaine dans laquelle la commune est exposée à un climat de montagne ou de marges de montagne et est dans la région climatique Centre et contreforts nord du Massif Central, caractérisée par un air sec en été et un bon ensoleillement.
Pour la période 1971-2000, la température annuelle moyenne est de 10,7 °C, avec une amplitude thermique annuelle de 16,6 °C. Le cumul annuel moyen de précipitations est de 894 mm, avec 11,8 jours de précipitations en janvier et 7,7 jours en juillet. Pour la période 1991-2020, la température moyenne annuelle observée sur la station météorologique de Météo-France la plus proche, « Charlieu », sur la commune de Charlieu à 9 km à vol d'oiseau, est de 11,6 °C et le cumul annuel moyen de précipitations est de 769,3 mm. 
La température maximale relevée sur cette station est de 41 °C, atteinte le 24 juillet 2019 ; la température minimale est de −16 °C, atteinte le 13 janvier 2003,,.
Les paramètres climatiques de la commune ont été estimés pour le milieu du siècle (2041-2070) selon différents scénarios d'émission de gaz à effet de serre à partir des nouvelles projections climatiques de référence DRIAS-2020. Ils sont consultables sur un site dédié publié par Météo-France en novembre 2022.

## Urbanisme

### Typologie
Au 1er janvier 2024, Saint-Maurice-lès-Châteauneuf est catégorisée commune rurale à habitat dispersé, selon la nouvelle grille communale de densité à sept niveaux définie par l'Insee en 2022.
Elle est située hors unité urbaine. Par ailleurs la commune fait partie de l'aire d'attraction de Chauffailles, dont elle est une commune de la couronne,. Cette aire, qui regroupe 9 communes, est catégorisée dans les aires de moins de 50 000 habitants,.

### Occupation des sols
L'occupation des sols de la commune, telle qu'elle ressort de la base de données européenne d’occupation biophysique des sols Corine Land Cover (CLC), est marquée par l'importance des territoires agricoles (96,1 % en 2018), une proportion sensiblement équivalente à celle de 1990 (96,6 %). La répartition détaillée en 2018 est la suivante : prairies (81,5 %), zones agricoles hétérogènes (14,5 %), zones urbanisées (3,9 %). L'évolution de l’occupation des sols de la commune et de ses infrastructures peut être observée sur les différentes représentations cartographiques du territoire : la carte de Cassini (XVIIIe siècle), la carte d'état-major (1820-1866) et les cartes ou photos aériennes de l'IGN pour la période actuelle (1950 à aujourd'hui).

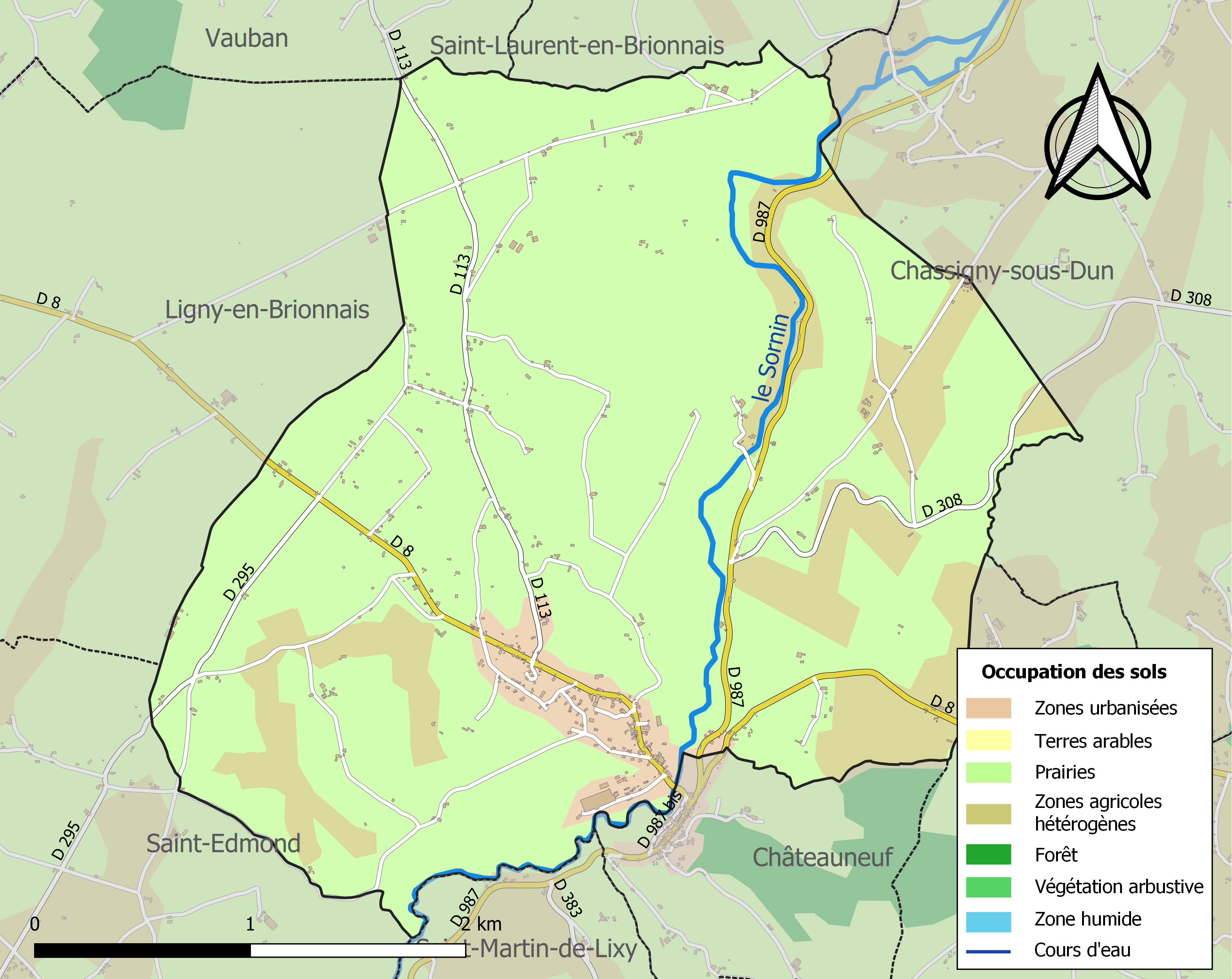
Carte des infrastructures et de l'occupation des sols de la commune en 2018 (CLC).

## Hydrographie
La commune est arrosée par le Sornin et par son affluent le Mussy.

## Histoire
Déjà en 1906 (Ephémérides de Châteauneuf 1906, page 8) M. Battanchon, inspecteur régional d’agriculture, offre à l’Académie de Mâcon, une hache en basalte trouvée dans les carrières de granit exploitées par M. Charles Faga. Daniel Duroy répertorie dans les années 1980-2000 trois sites de type habitat paléolithique de plein air qui ont livré du matériel lithique, à Verseau, au Bois de Moulin et à la limite avec Saint-Martin-de-Lixy. Le site de Verseau foisonne de silex, véritable centre de vie où il y eut sans doute pendant longtemps des ateliers de taille. Matériel de type « Moustérien de tradition acheuléenne », même si quelques pointes foliacées suggèrent aussi une fréquentation plus tardive. (D. Duroy – Divers articles sur les stations des Guérains, du Bois-de-Moulin in N° 26, 29, 30, 31 des Bulletins de la S.P.L. consultable au Musée Déchelette de Roanne 42300).
Le site de la Tour de Saint-Maurice était occupé dès l'époque gallo-romaine, sculptures et traces d'habitations en témoignent.
En 1666, la paroisse se nomme Saint-Maurice-les-Chastelneuf. Elle est composée de huit hameaux qui sont Saux, Papillon, Bachet, les Sauvages, Machan, Montdelin (Mondelin), Popet et Réparé.
Le château de Boyer, qui était adossé au coteau oriental de Saint-Maurice était autrefois le siège d'une châtellerie qui appartint à l'illustre maréchal de Vauban.
Sous la Révolution, Saint-Maurice-lès-Châteauneuf a été nommée Sornin, du nom de la rivière traversant la commune.
En 1932, avec Ligny-en-Brionnais et Saint-Bonnet-de-Cray, la commune cède une partie de son territoire pour former la commune de Saint-Edmond.

## Politique et administration
| Période                                  | Période   | Identité        | Étiquette | Qualité |
| ---------------------------------------- | --------- | --------------- | --------- | ------- |
| mars 1977                                | mars 2008 | Auguste Lavenir |           |         |
| mars 2008                                | mars 2014 | Roland Basseuil |           |         |
| mars 2014                                | en cours  | Jean-Luc Chanut |           |         |
| Les données manquantes sont à compléter. |           |                 |           |         |

## Démographie
L'évolution du nombre d'habitants est connue à travers les recensements de la population effectués dans la commune depuis 1793. Pour les communes de moins de 10 000 habitants, une enquête de recensement portant sur toute la population est réalisée tous les cinq ans, les populations de référence des années intermédiaires étant quant à elles estimées par interpolation ou extrapolation. Pour la commune, le premier recensement exhaustif entrant dans le cadre du nouveau dispositif a été réalisé en 2007.

En 2022, la commune comptait 595 habitants, en évolution de +3,48 % par rapport à 2016 (Saône-et-Loire : −1,06 %, France hors Mayotte : +2,11 %).
| 1793  | 1800  | 1806  | 1821  | 1831  | 1836  | 1841  | 1846  | 1851  |
| ----- | ----- | ----- | ----- | ----- | ----- | ----- | ----- | ----- |
| 1 123 | 1 231 | 1 536 | 1 442 | 1 571 | 1 637 | 1 596 | 1 743 | 1 753 |

| 1856  | 1861  | 1866  | 1872  | 1876  | 1881  | 1886  | 1891  | 1896  |
| ----- | ----- | ----- | ----- | ----- | ----- | ----- | ----- | ----- |
| 1 731 | 1 710 | 1 737 | 1 748 | 1 714 | 1 803 | 1 767 | 1 704 | 1 699 |

| 1901  | 1906  | 1911  | 1921  | 1926  | 1931  | 1936 | 1946 | 1954 |
| ----- | ----- | ----- | ----- | ----- | ----- | ---- | ---- | ---- |
| 1 659 | 1 568 | 1 464 | 1 205 | 1 137 | 1 058 | 692  | 620  | 551  |

| 1962 | 1968 | 1975 | 1982 | 1990 | 1999 | 2006 | 2007 | 2012 |
| ---- | ---- | ---- | ---- | ---- | ---- | ---- | ---- | ---- |
| 534  | 503  | 530  | 571  | 527  | 573  | 574  | 574  | 587  |

| 2017 | 2022 | - | - | - | - | - | - | - |
| ---- | ---- | - | - | - | - | - | - | - |
| 569  | 595  | - | - | - | - | - | - | - |

## Lieux et monuments
- La nouvelle église paroissiale : elle fut édifiée à partir de 1852[21] sur les plans de l'architecte départemental Berthier, inspiré par Viollet-le-Duc. Sont remarquables dans l'église l'autel du Saint-Sacrement, les statues en bois doré de saint Maurice, Pierre et Joseph (style baroque tardif).
- Église Saint-Benoît de Saint-Maurice du XIIe siècle (dite ancienne église ou chapelle du cimetière)  Inscrit MH[22].
- Un chêne centenaire particulièrement remarquable par l’ampleur et la beauté de sa ramure, considéré comme monument naturel d’intérêt pittoresque régional et protégé, à ce titre, depuis une décision du 27 décembre 1940[23].
- Le pont sur le Sornin.

## Galerie photos

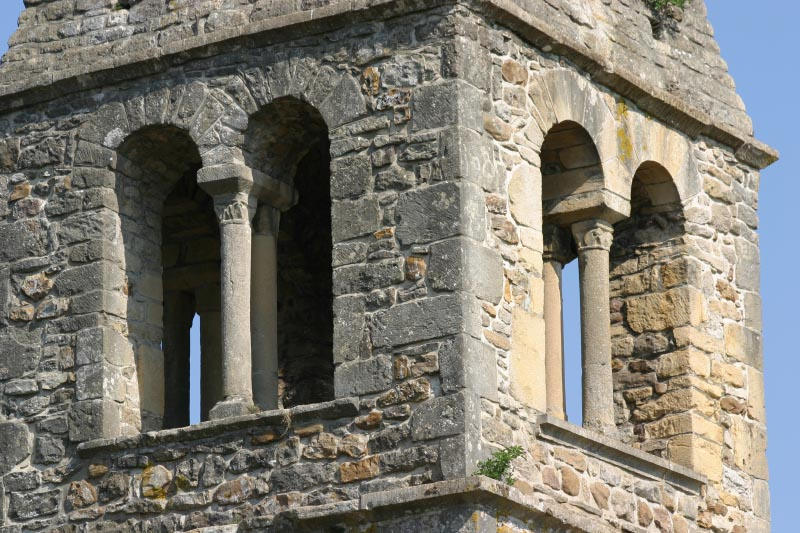
Chapelle : étage du clocher.
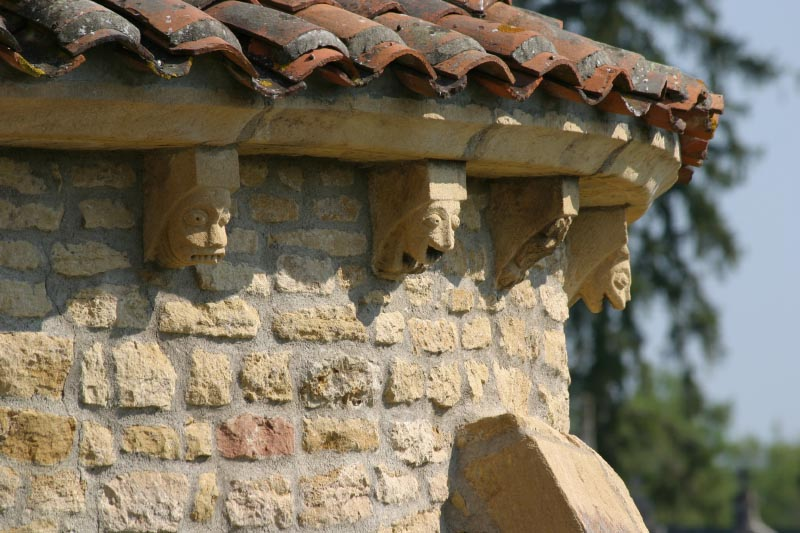
Chapelle : corbeaux de l'abside.
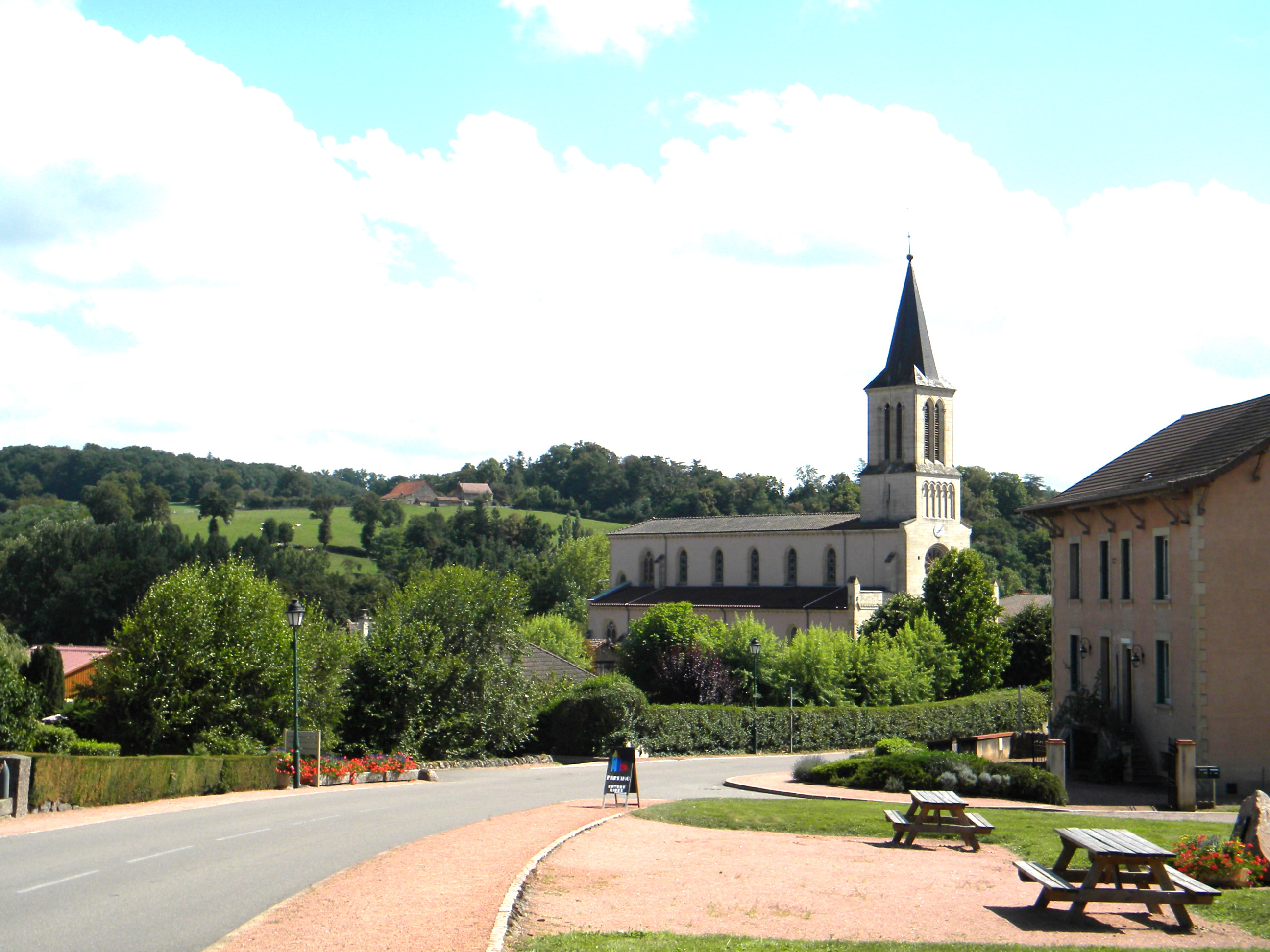
Nouvelle église : vue d'ensemble.
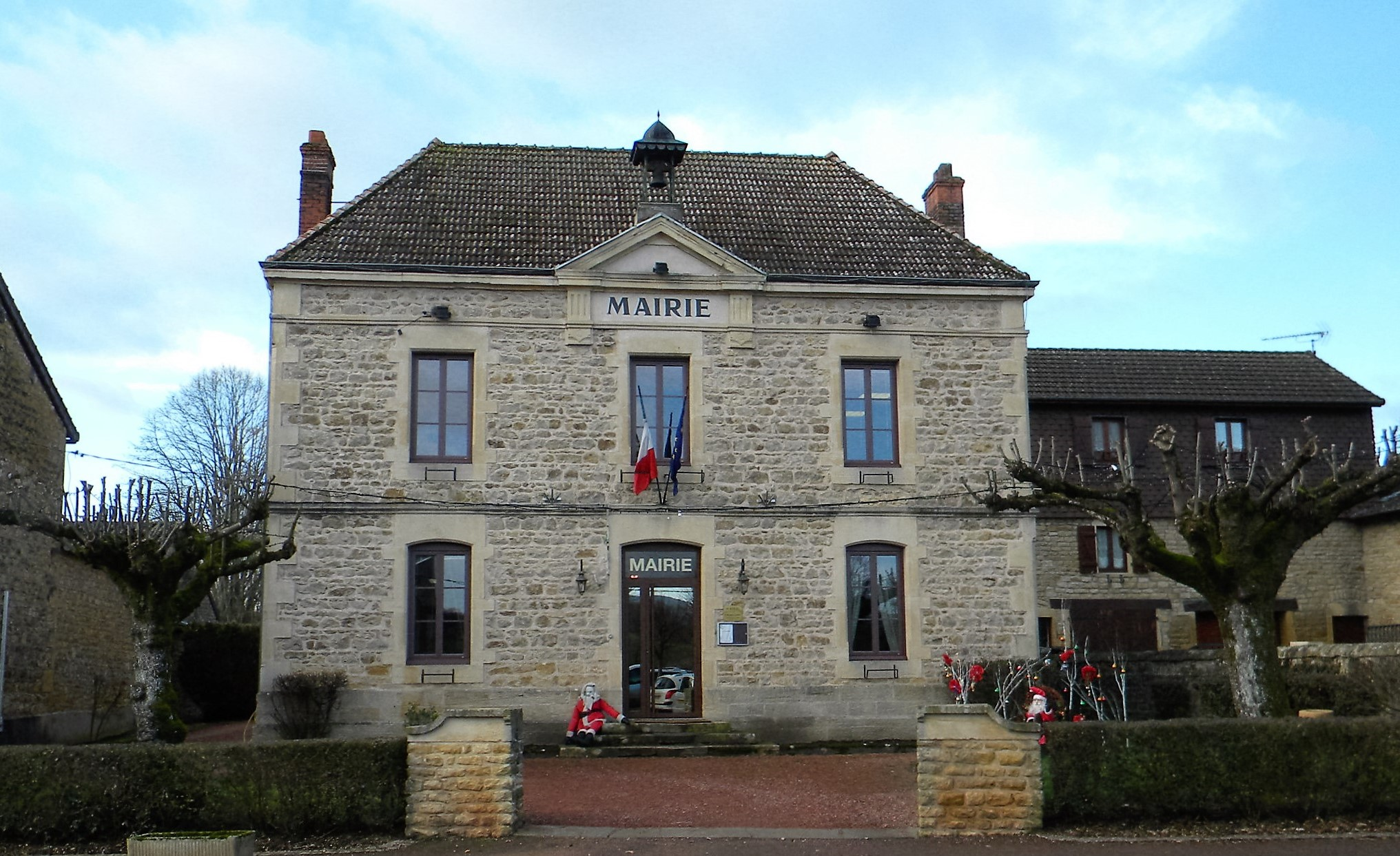
Mairie : façade vue de la route.
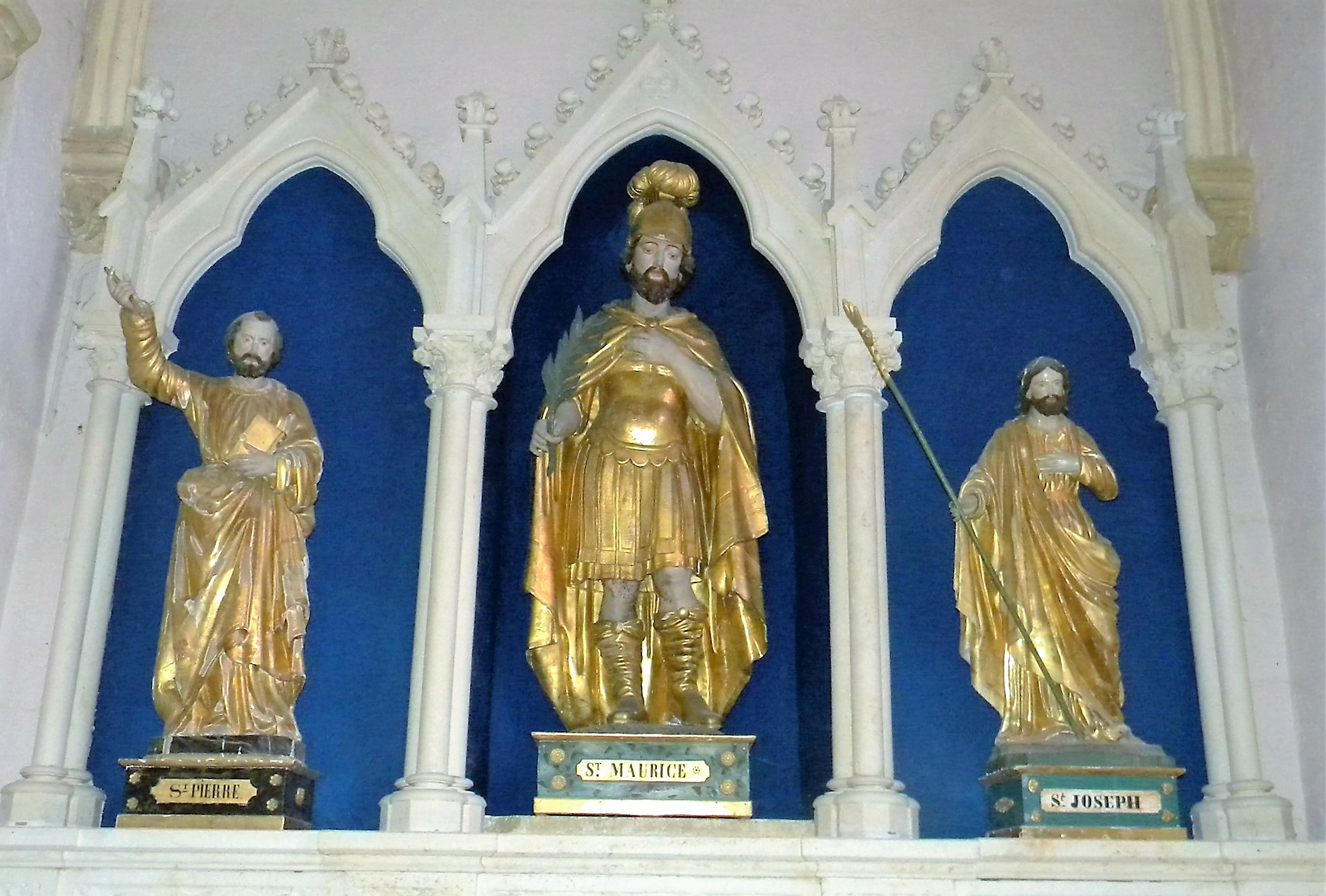
Nouvelle église : statues du retable de l'autel du bas-côté.

## Pour approfondir